# Bernard Leene
Bernardus Petrus "Bernard" Leene, född 15 februari 1903 i Haag, död 24 november 1988 i Amstelveen, var en nederländsk tävlingscyklist.
Leene blev olympisk guldmedaljör i tandem vid sommarspelen 1928 i Amsterdam.